# Unione Sportiva Cagliari 1948-1949
Questa pagina raccoglie le informazioni riguardanti l'Unione Sportiva Cagliari nelle competizioni ufficiali della stagione 1948-1949.

## Rosa
| N. |                   | Ruolo | Calciatore         |
| -- | ----------------- | ----- | ------------------ |
|    | Italia (bandiera) | P     | Antonio Loi        |
|    | Italia (bandiera) | P     | Giovanni Pisano    |
|    | Italia (bandiera) | P     | Aldo Sulis         |
|    | Italia (bandiera) | D     | Alfredo Aliprandi  |
|    | Italia (bandiera) | D     | Domenico Farris    |
|    | Italia (bandiera) | D     | Nino Gnocchi       |
|    | Italia (bandiera) | D     | Sergio Marchi      |
|    | Italia (bandiera) | D     | Ferdinando Terzolo |
|    | Italia (bandiera) | C     | Enrico Cocco       |
|    | Italia (bandiera) | C     | Antonio Idili      |
|    | Italia (bandiera) | C     | Rino Mantovani     |

| N. |                   | Ruolo | Calciatore         |
| -- | ----------------- | ----- | ------------------ |
|    | Italia (bandiera) | C     | Carlo Pilloni      |
|    | Italia (bandiera) | C     | Mario Piscedda     |
|    | Italia (bandiera) | C     | Ezio Ronzi         |
|    | Italia (bandiera) | C     | Francesco Servetto |
|    | Italia (bandiera) | C     | Franco Torricelli  |
|    | Italia (bandiera) | A     | Amelio Fassberger  |
|    | Italia (bandiera) | A     | Ugo Mamberti       |
|    | Italia (bandiera) | A     | Luigi Matta        |
|    | Italia (bandiera) | A     | Antonio Ragazzo    |
|    | Italia (bandiera) | A     | Armando Segato     |
|    | Italia (bandiera) | A     | Silvano Sesler     |